# کازازوف
کازازوف (به لاتین: Kazazov) یک منطقهٔ مسکونی در روسیه است که در آدیغیه واقع شده‌است.